# Vitskäggig myrtörnskata
Vitskäggig myrtörnskata (Biatas nigropectus) är en fågel i familjen myrfåglar inom ordningen tättingar.

## Utseende och läte
Vitskäggig myrtörnskata är en 18 cm lång myrfågel i brunt och svart. Fjäderdräkten är övervägande varmbrun med roströda vingar och stjärt och olivbeige undersida. Hanen har svart hjässfjädrar som den ofta reser samt ett vitaktigt ögonbrynsstreck som dock ofta är dolt. Vidare är den svart på nedre delen av strupen och bröstet. Utbredningen av den svarta haklappen varierar mellan individer, liksom ben- och näbbfärg. Honan har istället rostfärgad hjässa och olivbrunt bröst. Lätet beskrivs som en serie med sex till tolv mjuka och flöjtande "tíu".

## Utbredning och systematik
Fågelns utbredningsområde är i sydöstra Brasilien (sydöstra Minas Gerais) till nordostligaste Argentina (Misiones). Den placeras som enda art i släktet Biatas och behandlas som monotypisk, det vill säga att den inte delas in i några underarter.

## Status och hot
Vitskäggig myrtörnskata har en liten världspopulation bestående av uppskattningsvis endast 2 500–10 000 vuxna individer. Den tros också minska i antal till följd av habitatförlust. Fågeln är därför upptagen på internationella naturvårdsunionen IUCN:s röda lista över hotade arter, kategoriserad som sårbar (VU).